# Maserati 8CLT
La 8CLT è una monoposto da competizione costruita dalla Maserati nel 1950.
Realizzata in due esemplari per conto dei piloti italiani Nino Farina e Franco Rol, per partecipare alla 500 Miglia di Indianapolis 1950, non prese mai il via della corsa americana e vennero poi vendute in Nuova Zelanda.

## Il contesto generale e le competizioni
La vettura fu progettata e realizzata per prendere parte alla 500 Miglia di Indianapolis. Andava a sostituire l'obsoleta 8CTF, che però conseguiva ancora risultati importanti.
La meccanica si ispirava a quella della 8CL, ma fu perfezionata impiegando più moderni trattamenti metallurgici e utilizzando più opportune tecniche costruttive.
La grande potenza del motore portò la Maserati ad irrobustirne il telaio per ovviare alle maggiori sollecitazioni. Quest'ultimo derivava da quello della 4CLT/48. Anche l'aerodinamica fu migliore, ed il modello montava anche tamburi anteriori di 400 mm che erano all'avanguardia per l'epoca.
La Maserati però non attraversava un buon momento, e la messa a punto del modello fu posticipata. Il conseguente lancio alla 500 Miglia di Indianapolis non ebbe quindi luogo. Furono costruiti due esemplari, che furono venduti alla Scuderia Zambucka, team neozelandese.

## Piloti
Piloti nel Campionato mondiale di Formula 1.
| Piloti ufficiali  | Piloti ufficiali | Piloti ufficiali |
| Nazione           | Nome             | Numero           |
| ----------------- | ---------------- | ---------------- |
| Italia (bandiera) | Nino Farina      | 46               |
| Italia (bandiera) | Franco Rol       | 48               |

## Caratteristiche tecniche
L'accensione era singola con magnete di marca Marelli. L'alimentazione era forzata con due compressori di marca Roots, ed un carburatore prodotto dalla Weber di modello 52 DCO, posizionato a monte dei compressori stessi. La distribuzione era assicurata da quattro valvole per cilindro disposte a V di 90°, e doppio albero a camme in testa. La lubrificazione era forzata con pompe di mandata e recupero. Il sistema di raffreddamento era a circolazione d’acqua con pompa centrifuga .
Il motore era un otto cilindri in linea che aveva una cilindrata di 2981,7 cm³ ed un rapporto di compressione di 6,5:1. Sia l'alesaggio che la corsa erano di 78 mm. La potenza erogata era di 430 CV a 6500 giri al minuto.
I freni erano a tamburo sulle ruote con comando idraulico. Le sospensioni anteriori erano costituite da molle elicoidali, mentre quelle posteriori da balestre. Entrambe montavano ammortizzatori idraulici Houdaille. Lo sterzo era a vite senza fine e settore dentato, mentre la trasmissione era formata da un cambio a quattro rapporti più la retromarcia .
La carrozzeria era monoposto in alluminio, mentre il telaio era tubolare con longheroni e traverse .
La velocità massima raggiunta dal modello era di 320 km/h .

## Risultati
Risultati nel Campionato mondiale di Formula 1.
| Anno | Team                      | Motore          | Gomme | Piloti      |  |  |    |  |  |  |  | Punti | Pos. |
| ---- | ------------------------- | --------------- | ----- | ----------- |  |  | -- |  |  |  |  | ----- | ---- |
| 1950 | Officine Alfieri Maserati | Maserati 3.0 L8 | F     | Nino Farina |  |  | NA |  |  |  |  | -     |      |
| 1950 | Officine Alfieri Maserati | Maserati 3.0 L8 | F     | Franco Rol  |  |  | NA |  |  |  |  | -     |      |